# Trifýllia
Trifýllia är en ort i Grekland.   Den ligger i prefekturen Trikala och regionen Thessalien, i den centrala delen av landet, 270 km nordväst om huvudstaden Aten. Trifýllia ligger 287 meter över havet och antalet invånare är 175.
Terrängen runt Trifýllia är kuperad åt nordost, men åt sydväst är den bergig. Runt Trifýllia är det ganska glesbefolkat, med 42 invånare per kvadratkilometer. Närmaste större samhälle är Kalampáka, 6,5 km öster om Trifýllia. Trakten runt Trifýllia består till största delen av jordbruksmark.